# Бакі (район Сомалі)
Бакі (сом. Degmada Baki) — район Сомалі, розташований у автономній провінції Авдал. Територіальну автономію оспорює самопроголошена держава Сомаліленд, котру міжнародне суспільство вважає частиною Сомалі.